# Mesaspis moreletii
Espèce
Synonymes
- Gerrhonotus moreletii Bocourt, 1871
- Gerrhonotus fulvus Bocourt, 1871
- Gerrhonotus salvadorensis Schmidt, 1928
- Gerrhonotus moreletii rafaeli Hartweg & Tihen 1946
- Gerrhonotus moreletii temporalis Hartweg & Tihen 1946

Statut de conservation UICN

 LC  : Préoccupation mineure
Mesaspis moreletii est une espèce de sauriens de la famille des Anguidae.

## Répartition
Cette espèce se rencontre au Nicaragua, au Honduras, au Salvador, au Guatemala et au Chiapas au Mexique,.

## Liste des sous-espèces
Selon The Reptile Database (31 mai 2012) :
- Mesaspis moreletii fulvus (Bocourt, 1871)
- Mesaspis moreletii moreletii (Bocourt, 1871)
- Mesaspis moreletii rafaeli (Hartweg & Tihen, 1946)
- Mesaspis moreletii salvadorensis (Schmidt, 1928)
- Mesaspis moreletii temporalis (Hartweg & Tihen, 1946)

## Étymologie
Cette espèce est nommée en l'honneur de Pierre Marie Arthur Morelet.

## Publications originales
- Bocourt, 1872 "1871" : Description de quelques Gerronotes nouveaux provenant du Mexique et de l’Afrique Centrale. Nouvelles Archives du Muséum d'Histoire Naturelle de Paris, vol. 7, no 4, p. 101-108 (texte intégral).
- Hartweg & Tihen, 1946 : Lizards of the genus Gerrhonotus from Chiapas, México. Occasional Papers, University of Michigan Museum of Zoology, no 497, p. 1-5 (texte intégral).
- Schmidt, 1928 : Reptiles collected in Salvador for the California Institute of Technology. Field Museum of Natural History, Zoological series., vol. 12, no 16, p. 193-201 (texte intégral).